# Saison 12 de L'amour est dans le pré
La douzième saison de L'amour est dans le pré, est une émission de télévision française de téléréalité, diffusée chaque semaine sur M6 du lundi 19 juin 2017 au lundi 2 octobre 2017. Elle est présentée par Karine Le Marchand.
Les portraits des 14 agriculteurs participants à cette saison ont été diffusés les 2 et 9 janvier 2017. 

## Production et organisation

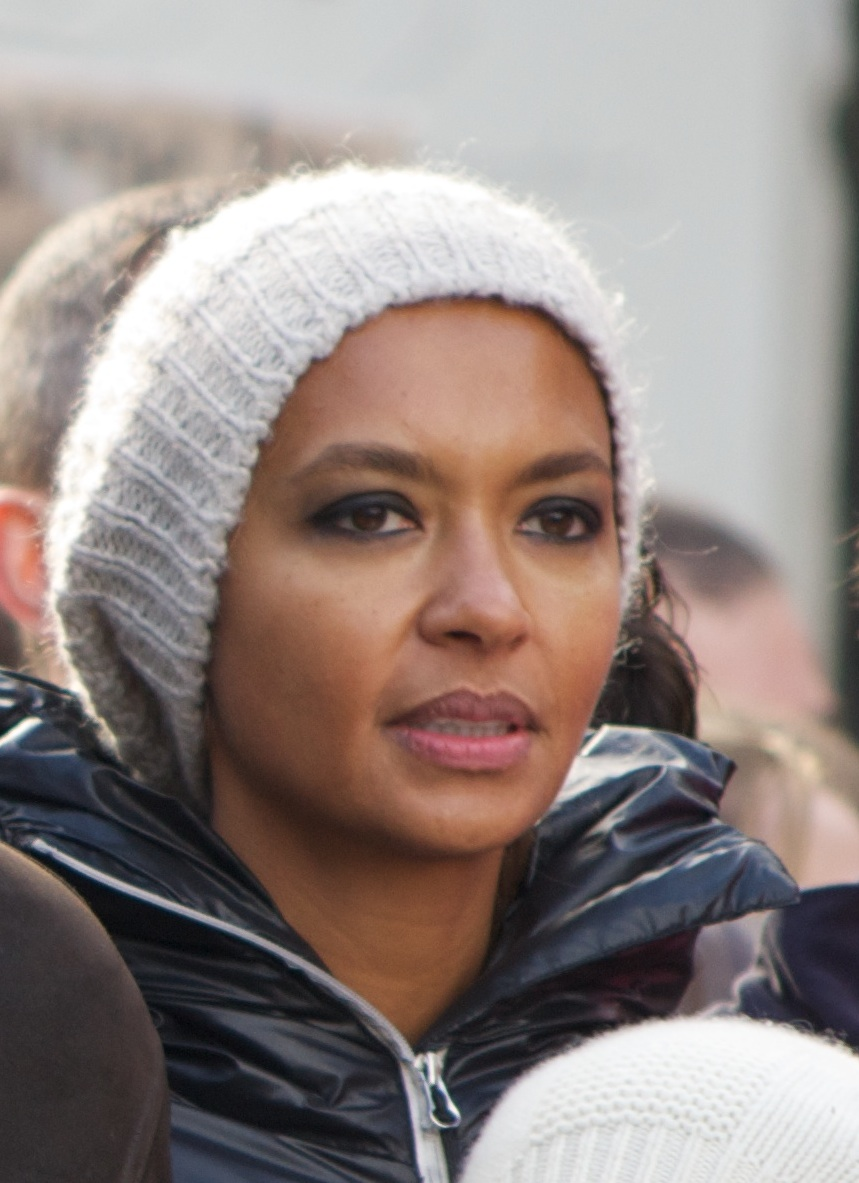
Karine Le Marchand présente l'émission.

Karine Le Marchand, présentatrice depuis la cinquième saison, l'est à nouveau pour cette édition. Elle possède aussi le rôle de voix off.
La société de production Fremantle, produit une fois de plus cette saison.

## Participants
Ci-après, la liste des 14 participants de cette saison, :
| Participants | Participants    | Profession                         | Âge    | Localisation               | Intéressé par les |
| ------------ | --------------- | ---------------------------------- | ------ | -------------------------- | ----------------- |
| ♀            | Carole          | Éleveuse de chiens                 | 48 ans | Provence-Alpes-Côte d'Azur | Hommes            |
| ♂            | Christophe      | Viticulteur                        | 46 ans | Bourgogne-Franche-Comté    | Femmes            |
| ♂            | Gérard          | Éleveur de vaches et de brebis     | 52 ans | Nouvelle-Aquitaine         | Femmes            |
| ♂            | Gilles          | Céréalier et éleveur de taurillons | 57 ans | Nouvelle-Aquitaine         | Femmes            |
| ♂            | Jean-Marc       | Viticulteur et éleveur de vaches   | 52 ans | Bourgogne-Franche-Comté    | Femmes            |
| ♀            | Julie           | Éleveuse de chevaux                | 33 ans | Normandie                  | Hommes            |
| ♀            | Nathalie        | Éleveuse de vaches et de chèvres   | 27 ans | Bourgogne-Franche-Comté    | Hommes            |
| ♂            | Patrice         | Éleveur de vaches                  | 52 ans | Pays de la Loire           | Femmes            |
| ♂            | Pierre-Emmanuel | Céréalier et éleveur de vaches     | 43 ans | Centre-Val de Loire        | Femmes            |
| ♂            | Raphaël         | Pêcheur                            | 44 ans | Auvergne-Rhône-Alpes       | Femmes            |
| ♂            | Roland          | Éleveur de vaches                  | 60 ans | Auvergne-Rhône-Alpes       | Femmes            |
| ♂            | Romuald         | Éleveur de poules                  | 42 ans | Bourgogne-Franche-Comté    | Femmes            |
| ♂            | Sébastien       | Éleveur de vaches et de brebis     | 40 ans | Nouvelle-Aquitaine         | Femmes            |
| ♂            | Vincent         | Éleveur de brebis                  | 45 ans | Occitanie                  | Femmes            |

## Audiences et diffusion
En France, l'émission est diffusée les lundis : 2 et 9 janvier 2017, pour les portraits, et du 19 juin au 2 octobre 2017 pour le reste de la saison. Un épisode dure environ 2 h 30 (publicités incluses), soit une diffusion de 21 h 5 à 23 h 35. Il est découpé en deux parties d'1 h 15, diffusées juste en suivant.
| Épisode | Jour et horaire de diffusion         | Nombre de téléspectateurs | Part de marché (sur les 4 ans et plus) | Classement des audiences | Réf.  |
| ------- | ------------------------------------ | ------------------------- | -------------------------------------- | ------------------------ | ----- |
| 1       | Lundi 2 janvier 2017 (21:05 - 23:15) | 3 585 000                 | 14,9 %                                 | 2e                       | [ 7 ] |
| 2       | Lundi 9 janvier 2017 (21:05 - 23:15) | 3 338 000                 | 14,2 %                                 | 2e                       | [ 8 ] |

| Épisode et partie  | Épisode et partie  | Diffusion               | Diffusion          | Audience moyenne          | Audience moyenne                       | Classement des audiences | Réf.     |
| Épisode et partie  | Épisode et partie  | Jour                    | Horaire            | Nombre de téléspectateurs | Part de marché (sur les 4 ans et plus) | Classement des audiences | Réf.     |
| ------------------ | ------------------ | ----------------------- | ------------------ | ------------------------- | -------------------------------------- | ------------------------ | -------- |
| 1                  | 1                  | Lundi 19 juin 2017      | 21:05 - 22:05      | 4 620 000                 | 19,3 %                                 | 2e                       | [ 9 ]    |
| 1                  | 2                  | Lundi 19 juin 2017      | 22:05 - 23:15      | 4 140 000                 | 20,7 %                                 | 2e                       | [ 9 ]    |
| 2                  | 3                  | Lundi 26 juin 2017      | 21:05 - 22:05      | 4 660 000                 | 19,2 %                                 | 2e                       | [ 10 ]   |
| 2                  | 4                  | Lundi 26 juin 2017      | 22:05 - 23:15      | 4 380 000                 | 23,3 %                                 | 2e                       | [ 10 ]   |
| 3                  | 5                  | Lundi 3 juillet 2017    | 21:05 - 22:05      | 4 730 000                 | 20,4 %                                 | 2e                       | [ 11 ]   |
| 3                  | 6                  | Lundi 3 juillet 2017    | 22:05 - 23:15      | Non connu.                |                                        | 2e                       | [ 11 ]   |
| 4                  | 7                  | Lundi 10 juillet 2017   | 21:05 - 22:05      | 4 540 000                 | 19,9 %                                 | 1er                      | [ 12 ]   |
| 4                  | 8                  | Lundi 10 juillet 2017   | 22:05 - 23:15      | 4 460 000                 | 24,2 %                                 | 1er                      | [ 12 ]   |
| 5                  | 9                  | Lundi 17 juillet 2017   | 21:05 - 22:05      | 4 870 000                 | 23,5 %                                 | 1er                      | [ 13 ]   |
| 5                  | 10                 | Lundi 17 juillet 2017   | 22:05 - 23:15      | 4 510 000                 | 26,9 %                                 | 1er                      | [ 13 ]   |
| 6                  | 11                 | Lundi 24 juillet 2017   | 21:05 - 22:05      | 4 620 000                 | 21,2 %                                 | 1er                      | [ 14 ]   |
| 6                  | 12                 | Lundi 24 juillet 2017   | 22:05 - 23:15      | 4 410 000                 | 26,2 %                                 | 1er                      | [ 14 ]   |
| 7                  | 13                 | Lundi 31 juillet 2017   | 21:05 - 22:05      | 4 260 000                 | 20,8 %                                 | 1er                      | [ 15 ]   |
| 7                  | 14                 | Lundi 31 juillet 2017   | 22:05 - 23:15      | 4 120 000                 | 25,8 %                                 | 1er                      | [ 15 ]   |
| 8                  | 15                 | Lundi 7 août 2017       | 21:05 - 22:05      | 3 480 000                 | 17,3 %                                 | 1er                      | [ 16 ]   |
| 8                  | 16                 | Lundi 7 août 2017       | 22:05 - 23:15      | 3 480 000                 | 21 %                                   | 1er                      | [ 16 ]   |
| 9                  | 17                 | Lundi 14 août 2017      | 21:05 - 22:05      | 3 520 000                 | 19,9 %                                 | 1er                      | [ 17 ]   |
| 9                  | 18                 | Lundi 14 août 2017      | 22:05 - 23:15      | 3 600 000                 | 24 %                                   | 1er                      | [ 17 ]   |
| 10                 | 19                 | Lundi 21 août 2017      | 21:05 - 22:05      | 4 220 000                 | 20,7 %                                 | 1er                      | [ 18 ]   |
| 10                 | 20                 | Lundi 21 août 2017      | 22:05 - 23:15      | 4 120 000                 | 26,7 %                                 | 1er                      | [ 18 ]   |
| 11                 | 21                 | Lundi 28 août 2017      | 21:05 - 22:05      | 4 770 000                 | 21,1 %                                 | 1er                      | [ 19 ]   |
| 11                 | 22                 | Lundi 28 août 2017      | 22:05 - 23:15      | 4 320 000                 | 24,6 %                                 | 1er                      | [ 19 ]   |
| 12                 | 23                 | Lundi 4 septembre 2017  | 21:05 - 22:05      | 4 670 000                 | 18,8 %                                 | 2e                       | [ 20 ]   |
| 12                 | 24                 | Lundi 4 septembre 2017  | 22:05 - 23:15      | 4 330 000                 | 23,1 %                                 | 2e                       | [ 20 ]   |
| 13                 | 25                 | Lundi 11 septembre 2017 | 21:05 - 22:05      | 4 670 000                 | 19,7 %                                 | 2e                       | [ 21 ]   |
| 13                 | 26                 | Lundi 11 septembre 2017 | 22:05 - 23:15      | 4 030 000                 | 21,2 %                                 | 2e                       | [ 21 ]   |
| 14                 | 27                 | Lundi 18 septembre 2017 | 21:05 - 22:05      | 4 620 000                 | 18,4 %                                 | 2e                       | [ 22 ]   |
| 14                 | 28                 | Lundi 18 septembre 2017 | 22:05 - 23:15      | 4 130 000                 | 20,2 %                                 | 2e                       | [ 22 ]   |
| 15                 | 29                 | Lundi 25 septembre 2017 | 21:05 - 22:05      | 4 590 000                 | 18,6 %                                 | 1er                      | [ 23 ]   |
| 15                 | 30                 | Lundi 25 septembre 2017 | 22:05 - 23:15      | 4 150 000                 | 22,3 %                                 | 1er                      | [ 23 ]   |
| 16                 | 31                 | Lundi 2 octobre 2017    | 21:05 - 22:05      | 4 200 000                 | 16,5 %                                 | 2e                       | [ 24 ]   |
| 16                 | 32                 | Lundi 2 octobre 2017    | 22:05 - 23:15      | 3 700 000                 | 18,9 %                                 | 2e                       | [ 24 ]   |
|                    |                    |                         |                    |                           |                                        |                          |          |
| Bilan de la saison | Bilan de la saison | Bilan de la saison      | Bilan de la saison | 4 290 000                 | 21,43 %                                | –                        | [ n° 1 ] |

Légende :
- plus hauts scores d'audiences
- plus bas scores d'audiences